# Autruy-sur-Juine
Autruy-sur-Juine és un municipi francès, situat al departament del Loiret i a la regió de Centre. L'any 2007 tenia 741 habitants.

## Demografia

### Població
El 2007 la població de fet d'Autruy-sur-Juine era de 741 persones. Hi havia 319 famílies, de les quals 77 eren unipersonals (49 homes vivint sols i 28 dones vivint soles), 121 parelles sense fills, 93 parelles amb fills i 28 famílies monoparentals amb fills.
La població ha evolucionat segons el següent gràfic:
Habitants censats

### Habitatges
El 2007 hi havia 492 habitatges, 327 eren l'habitatge principal de la família, 144 eren segones residències i 21 estaven desocupats. 355 eren cases i 5 eren apartaments. Dels 327 habitatges principals, 275 estaven ocupats pels seus propietaris, 42 estaven llogats i ocupats pels llogaters i 9 estaven cedits a títol gratuït; 2 tenien una cambra, 13 en tenien dues, 63 en tenien tres, 99 en tenien quatre i 150 en tenien cinc o més. 257 habitatges disposaven pel capbaix d'una plaça de pàrquing. A 137 habitatges hi havia un automòbil i a 164 n'hi havia dos o més.

### Piràmide de població
La piràmide de població per edats i sexe el 2009 era:
| Homes | Edats   | Dones |
| ----- | ------- | ----- |
| 0     | 95 o +  | 0     |
| 4     | 90 a 94 | 0     |
| 4     | 85 a 89 | 4     |
| 12    | 80 a 84 | 4     |
| 24    | 75 a 79 | 16    |
| 4     | 70 a 74 | 24    |
| 8     | 65 a 69 | 28    |
| 28    | 60 a 64 | 16    |
| 20    | 55 a 59 | 20    |
| 40    | 50 a 54 | 52    |
| 28    | 45 a 49 | 36    |
| 44    | 40 a 44 | 20    |
| 32    | 35 a 39 | 20    |
| 44    | 30 a 34 | 32    |
| 8     | 25 a 29 | 32    |
| 16    | 20 a 24 | 16    |
| 16    | 15 a 19 | 20    |
| 28    | 10 a 14 | 24    |
| 16    | 5 a 9   | 16    |
| 12    | 0 a 4   | 28    |

## Economia
El 2007 la població en edat de treballar era de 481 persones, 364 eren actives i 117 eren inactives. De les 364 persones actives 343 estaven ocupades (185 homes i 158 dones) i 21 estaven aturades (7 homes i 14 dones). De les 117 persones inactives 66 estaven jubilades, 19 estaven estudiant i 32 estaven classificades com a «altres inactius».

### Ingressos
El 2009 a Autruy-sur-Juine hi havia 305 unitats fiscals que integraven 714 persones, la mediana anual d'ingressos fiscals per persona era de 21.750 €.

### Activitats econòmiques
Dels 33 establiments que hi havia el 2007, 1 era d'una empresa extractiva, 3 d'empreses alimentàries, 3 d'empreses de fabricació d'altres productes industrials, 7 d'empreses de construcció, 6 d'empreses de comerç i reparació d'automòbils, 2 d'empreses de transport, 2 d'empreses d'hostatgeria i restauració, 1 d'una empresa financera, 1 d'una empresa immobiliària, 4 d'empreses de serveis, 1 d'una entitat de l'administració pública i 2 d'empreses classificades com a «altres activitats de serveis».
Dels 8 establiments de servei als particulars que hi havia el 2009, 1 era un taller de reparació d'automòbils i de material agrícola, 1 paleta, 1 guixaire pintor, 2 fusteries, 2 lampisteries i 1 electricista.
Dels 3 establiments comercials que hi havia el 2009, 1 era una botiga de menys de 120 m², 1 una fleca i 1 una botiga de roba.
L'any 2000 a Autruy-sur-Juine hi havia 29 explotacions agrícoles que ocupaven un total de 2.340 hectàrees.

## Equipaments sanitaris i escolars
El 2009 hi havia una escola elemental integrada dins d'un grup escolar amb les comunes properes formant una escola dispersa.

## Poblacions més properes
El següent diagrama mostra les poblacions més properes.